# 비에르종

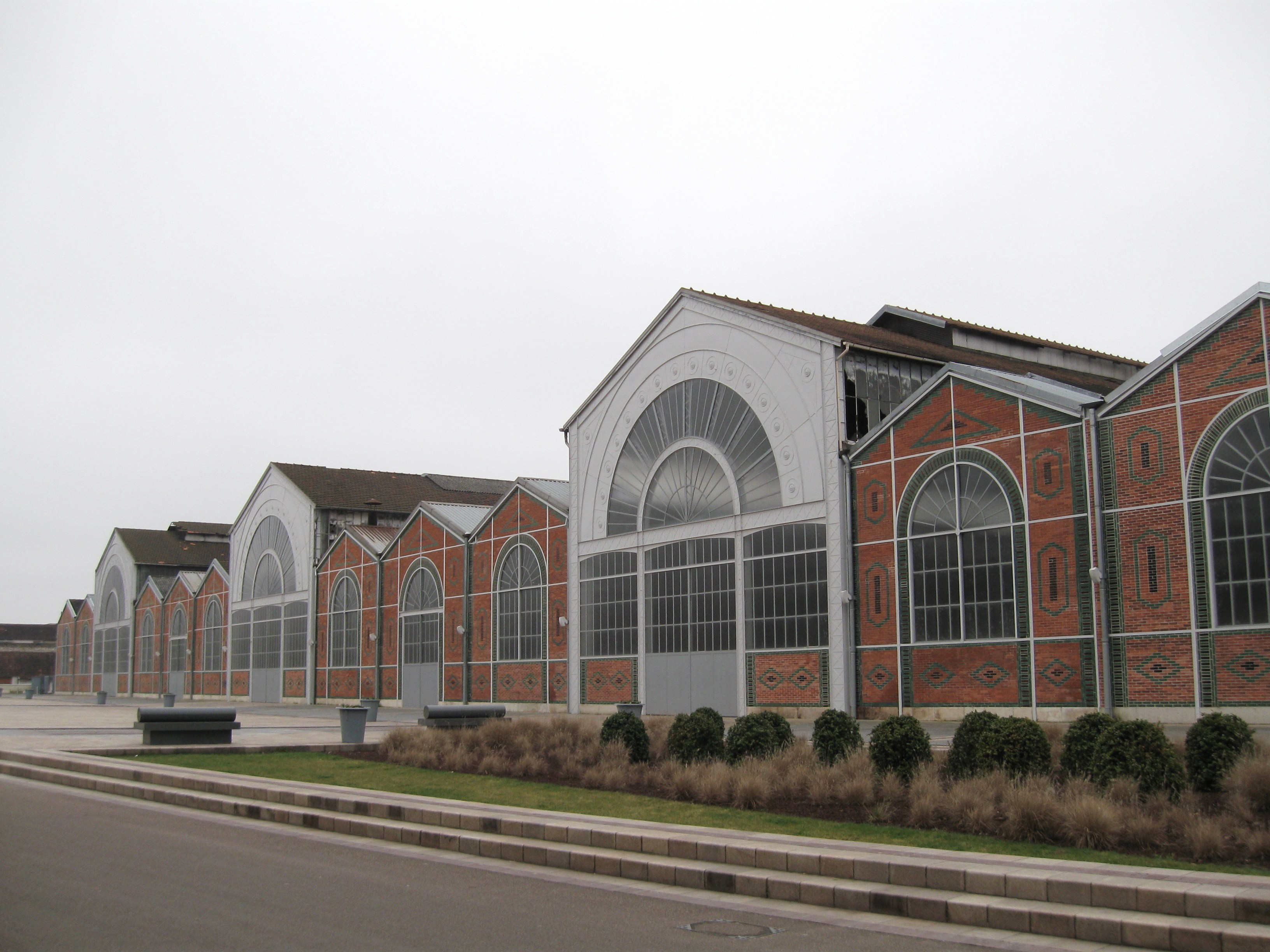
비에르종

비에르종(프랑스어: Vierzon)은 프랑스 상트르발드루아르 셰르주에 위치한 도시로 면적은 74.5km2, 인구는 39,715명(2012년 기준), 인구 밀도는 530명/km2이다.

시 문장

## 인구
| 연도  | 인구  | ±%    |
| ----- | ----- | ----- |
| 8995  | 1,936 | —     |
| 25517 | 1,954 | +0.9% |
| 28627 | 1,962 | +0.4% |
| 31549 | 1,968 | +0.3% |
| 33775 | 1,975 | +0.4% |
| 35699 | 1,982 | +0.4% |
| 34209 | 1,990 | +0.4% |
| 32235 | 1,999 | +0.5% |
| 29719 | 2,008 | +0.5% |
| 27495 |       | —     |

## 같이 보기
- 셰르주의 코뮌 목록